# Station Maseng
Maseng is een spoorwegstation in de Indonesische provincie West-Java.

## Bestemmingen
- Jalur KA Manggarai-Padalarang